# 脱脱
脫脱（1314年—1356年1月10日），清代以後改譯托克托，蔑兒乞氏，字大用，蒙古族蔑儿乞人。曾出任御史大夫和中書省右丞相。任內恢復科舉制度、平反前任丞相伯顏造成的大量冤案，減輕剝削、放寬稅政，乃元朝末年得民心的難得良官，後世稱為「脱脱更化」。脱脱汉文化修养极高，亦是二十四史中《宋史》、《辽史》、《金史》的主编。

## 生平

### 早年
脱脱幼養於伯父伯顏家，從學於浦江吳直方。脱脱膂力过人，而他亦在吴直方的教导下受到儒家文化影响。十五岁时，任皇太子阿剌吉八怯怜口怯薛官。天历元年（1328年），袭授成制提举司达鲁花赤。二年，入朝觐见元文宗，元文宗见而悦之，说「此子后必可大用。」迁内宰司丞，兼前职。五月，命为府正司丞。至顺二年（1331年），授虎符、忠翊侍卫亲军都指挥使。元统二年（1334年），任同知宣政院事，兼前职；五月，迁中政使；六月，迁同知枢密院事。至元元年（1335年），脱脱擒获唐其势同党答里及塔剌海。历太禧宗禋院使，拜御史中丞、虎符亲军都指挥使，提调左阿速卫。
至元四年（1338年），进御史大夫，仍提调前职，大振纲纪，中外肃然。跟随元順帝从上都还大都时，至鸡鸣山之浑河，元惠宗准备在保安州打猎，马蹶。脱脱谏言：「古者帝王端居九重之上，日与大臣宿儒讲求治道；至于飞鹰走狗，非其事也。」順帝采纳他的谏言，授金紫光禄大夫，兼绍熙宣抚使。當時伯顏為中書右丞相，權傾朝野，向為元惠宗所忌；脫脫恐受其累，先与父和吴直方筹谋，在吴直方“大义灭亲”典故的教导下，开始與惠宗密謀逼退伯顏。至正五年十一月，伯颜命御史台上章言汉人不得为廉访使，在脱脱建议下，元惠宗将此章驳回，脱脱和伯颜的矛盾开始公开化。次年二月，趁伯颜打猎之时，惠宗和脱脱控制京师，命伯颜就任河南行省副丞相，不得入城，途中改为广东县令。伯顏走到江西時病死。

### 第一次为相
伯颜倒台后，脱脱父亲马札儿台为右丞相，脱脱担任知枢密院事。至元六年（1340年）农历十月，脱脱為中书右丞相，大改伯顏舊政，史称“脱脱更化”。主要更化内容有：恢复被伯颜取消的科舉取士，之后恢复国子监，招收蒙古、色目、汉族监员。设立宣文阁，开经筵，遴选儒臣进行选讲，也为之后编修三史奠定了基础。通过为郯王昭雪，召还威顺王，缓和統治集团内部矛盾。允许民间养马，减少盐税和赋税。整顿吏治，对地方官提出六条新的要求。他保育太子爱猷识理达腊在自己家中，被惠宗信赖。
至正三年（1343年），脱脱主编《辽史》、《宋史》和《金史》，任都總裁官。除了汉族史学家以外，脱脱还延揽了畏兀儿、哈剌鲁、唐兀和钦察族的史学家，以江南学田钱粮解决了修史的经费问题；通过三史分别撰写，彼此平等，解决了争论不休的何者为正统的问题。至正四年（1344年）农历五月，脱脱因病辭職。脱脱的第一次执政除經驗不足开大都金口河，导致河道淤塞，丁夫死伤，劳而无功外，基本都收到了成效。继任者如别儿怯不花采取与脱脱相反的政策，增加地方官和地方驻军的自主性，反而造成财政收入下滑。

### 第二次为相
至正七年（1347年），脱脱送被弹劾的父亲到甘肃，八年任太傅，负责东宫事务。至正九年（1349年）闰七月，面对日益恶化的局面，元惠宗命脱脱为中书左丞相（次相）。
至正十年（1350年）四月，脱脱被任命为中书右丞相（首相），發行新鈔票「至正交鈔」，筹集了一部分资金，但同时引起通货膨胀。
至正十一年（1351年）四月起，脱脱派賈魯治理黃河，动员民夫15万人，戍军2万人，重修故道，使黄河从山东半岛入海。当年十一月顺利完工，脱脱治河成績斐然卓著，贏得水患災民的民心，上赐号答剌罕，被讚譽為「賢相」。皇帝赐淮安路为食邑，制《河平碑》纪功。
然而就在脱脱信任贾鲁治河的同时，至正十一年（1351年）五月初，韩山童和刘福通在颖上发动起义，组织抗元红巾军。及至年底，各地义军大起，惠宗召脱脱责之“今红军半宇内，丞相以何策待之！”脱脱一时无言以对。不久他亲率军队镇压，至正十二年（1352年）九月占领徐州，杀红巾军领袖芝麻李。脱脱執意屠城，之后因军事成就卓著，功封太師。脱脱趁起义军陷入低潮，在北方种植水稻和进行屯田。
至正十四年（1354年），脱脱被派往討伐声势渐大的高郵（今屬江苏省）張士誠叛軍，由其弟也先帖木儿代理朝政，脱脱命汝中柏作为辅佐。汝中柏认为朝中的哈麻必为后患，也先帖木儿不从。哈麻得知后，以脱脱拖延皇太子爱猷识理达腊“册宝之礼”，挑拨皇太子和脱脱关系，命御史弹劾脱脱。以致脱脱於正酣戰即將攻陷张士誠驻守的高邮之際为朝中弹劾，功虧一簣。
至正十五年三月十五日（1355年4月27日），脱脱被革职流放云南。至正十五年十二月初八日（1356年1月10日），哈麻假傳元順帝詔令使其自盡。至正二十二年（1362年），脱脱死後七年，监察御史张冲等为其昭雪復官，亦使被流放的脱脱长子哈剌章、次子三宝奴得以被召回。

## 影响
脫脫雖和元顺帝一样希望振興元朝，但他後來不獲元顺帝信任，乃至被構陷赐死，使得他殫精竭慮改革元朝的計劃與努力付諸東流，也结束了一个作为完整政治体系的元朝。